# Sebal
Sebal é uma povoação portuguesa do Município de Condeixa-a-Nova que foi sede da extinta Freguesia de Sebal, freguesia que tinha 12,2 km² de área e 2 478 habitantes (2011), e, por isso, uma densidade populacional de 203,1 hab/km².
A Freguesia de Sebal foi extinta em 2013, no âmbito de uma reforma administrativa nacional, tendo sido agregada à Freguesia de Belide para formar uma nova freguesia denominada União das Freguesias de Sebal e Belide da qual é a sede.
Sebal, em 1839, fazia parte do concelho de Coimbra e, em 1853, já pertencia ao concelho (atual município) de Condeixa-a-Nova, onde se mantém.

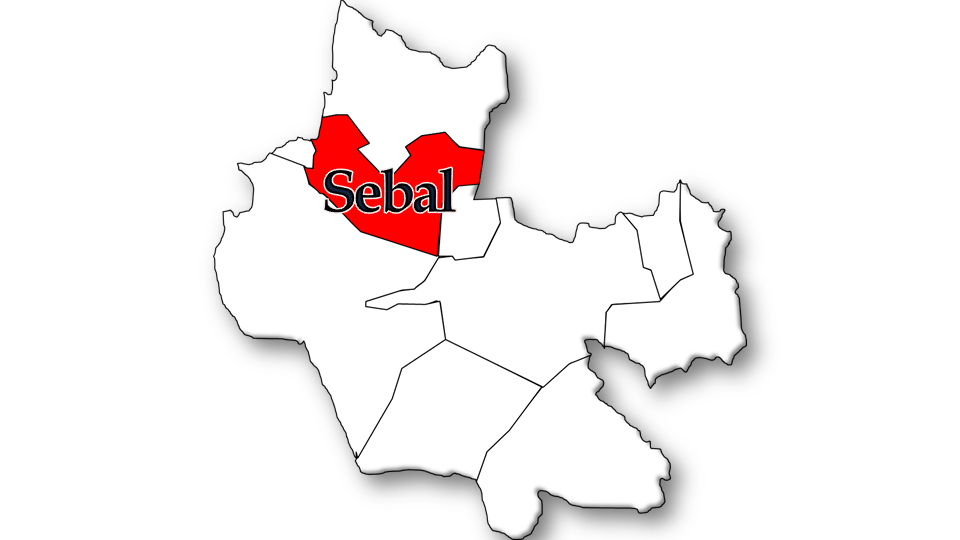
Localização no Município de Condeixa-a-Nova

## População
| População da freguesia de Sebal | População da freguesia de Sebal | População da freguesia de Sebal | População da freguesia de Sebal | População da freguesia de Sebal | População da freguesia de Sebal | População da freguesia de Sebal | População da freguesia de Sebal | População da freguesia de Sebal | População da freguesia de Sebal | População da freguesia de Sebal | População da freguesia de Sebal | População da freguesia de Sebal | População da freguesia de Sebal | População da freguesia de Sebal |
| ------------------------------- | ------------------------------- | ------------------------------- | ------------------------------- | ------------------------------- | ------------------------------- | ------------------------------- | ------------------------------- | ------------------------------- | ------------------------------- | ------------------------------- | ------------------------------- | ------------------------------- | ------------------------------- | ------------------------------- |
| 1864                            | 1878                            | 1890                            | 1900                            | 1911                            | 1920                            | 1930                            | 1940                            | 1950                            | 1960                            | 1970                            | 1981                            | 1991                            | 2001                            | 2011                            |
| 1 572                           | 1 905                           | 1 460                           | 1 555                           | 1 795                           | 1 674                           | 1 635                           | 1 858                           | 1 947                           | 1 919                           | 1 839                           | 1 844                           | 1 872                           | 1 793                           | 2 478                           |

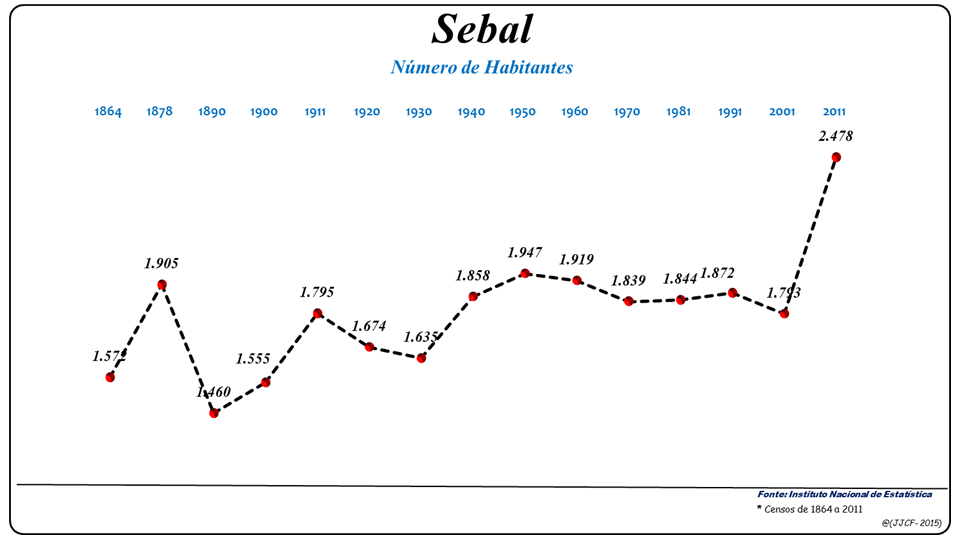
Evolução da População (1864 / 2011)

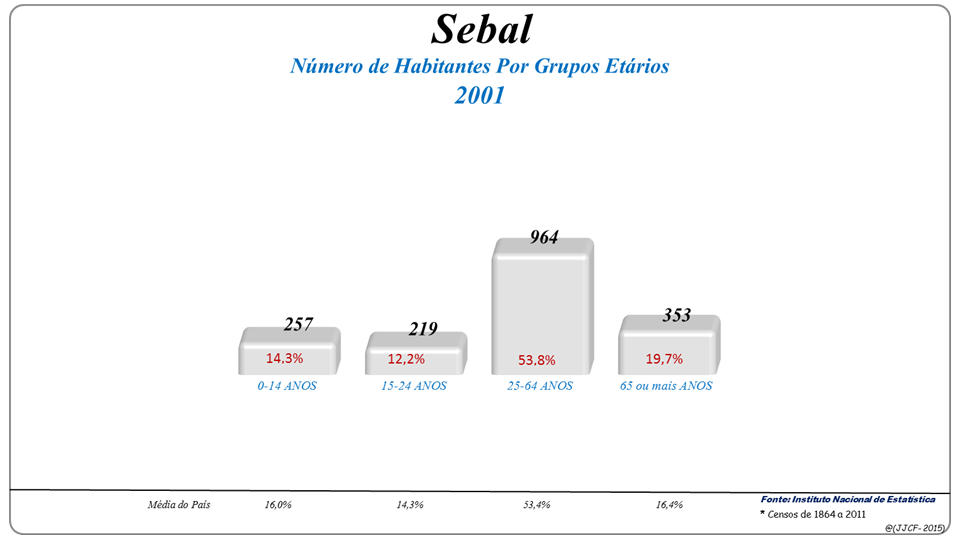
Grupos Etários (2001 e 2011)

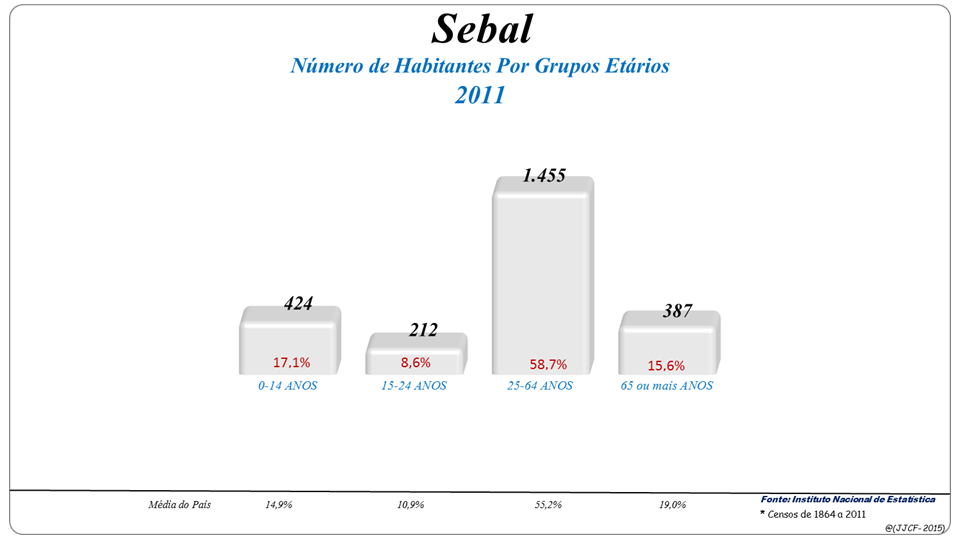
Grupos Etários (2001 e 2011)

Nos censos de 1864 a 1930 figura com o nome de Sebal Grande. A actual designação foi-lhe dada pelo decreto-lei nº 27.424, de 31/12/1936 (Fonte: IN

## Património
- Igreja Matriz do Sebal
- Palácio ou Solar dos Mattos